# John-Ellipsoid
Ein John-Ellipsoid ist in der Mathematik das eindeutig bestimmte Ellipsoid, das in einem konvexen Körper enthalten ist und mit dieser Eigenschaft maximales (voll-dimensionales) Volumen besitzt. Das John-Ellipsoid ist nach dem deutschen Mathematiker Fritz John benannt.

## Referenzen
- Keith M. Ball: Ellipsoids of maximal volume in convex bodies. In: Geom. Dedicata. 41. Jahrgang, Nr. 2, 1992, ISSN 0046-5755, S. 241–250, doi:10.1007/BF00182424.
- John, Fritz. "Extremum problems with inequalities as subsidiary conditions".  Studies and Essays Presented to R. Courant on his 60th Birthday, January 8, 1948,  187–204. Interscience Publishers, Inc., New York, N. Y., 1948.
- Richard J. Gardner: The Brunn-Minkowski inequality. In: Bull. Amer. Math. Soc. (N.S.). 39. Jahrgang, Nr. 3, 2002, ISSN 0273-0979, S. 355–405 (electronic), doi:10.1090/S0273-0979-02-00941-2.